# Kigeli IV de Ruanda
Kigeli IV Rwabugiri, nascut en 1840, o 1853 i mort en novembre 1895 era el rei (mwami) del regne de Ruanda a finals del segle xix. Era un tutsi amb nom de naixement Rwabugiri. Va ser el primer rei de la història de Ruanda en entrar en contacte amb els europeus. Va establir un exèrcit equipat amb armes que va obtenir dels alemanys i va prohibir que la majoria d'estrangers, especialment àrabs, entressin al seu regne.

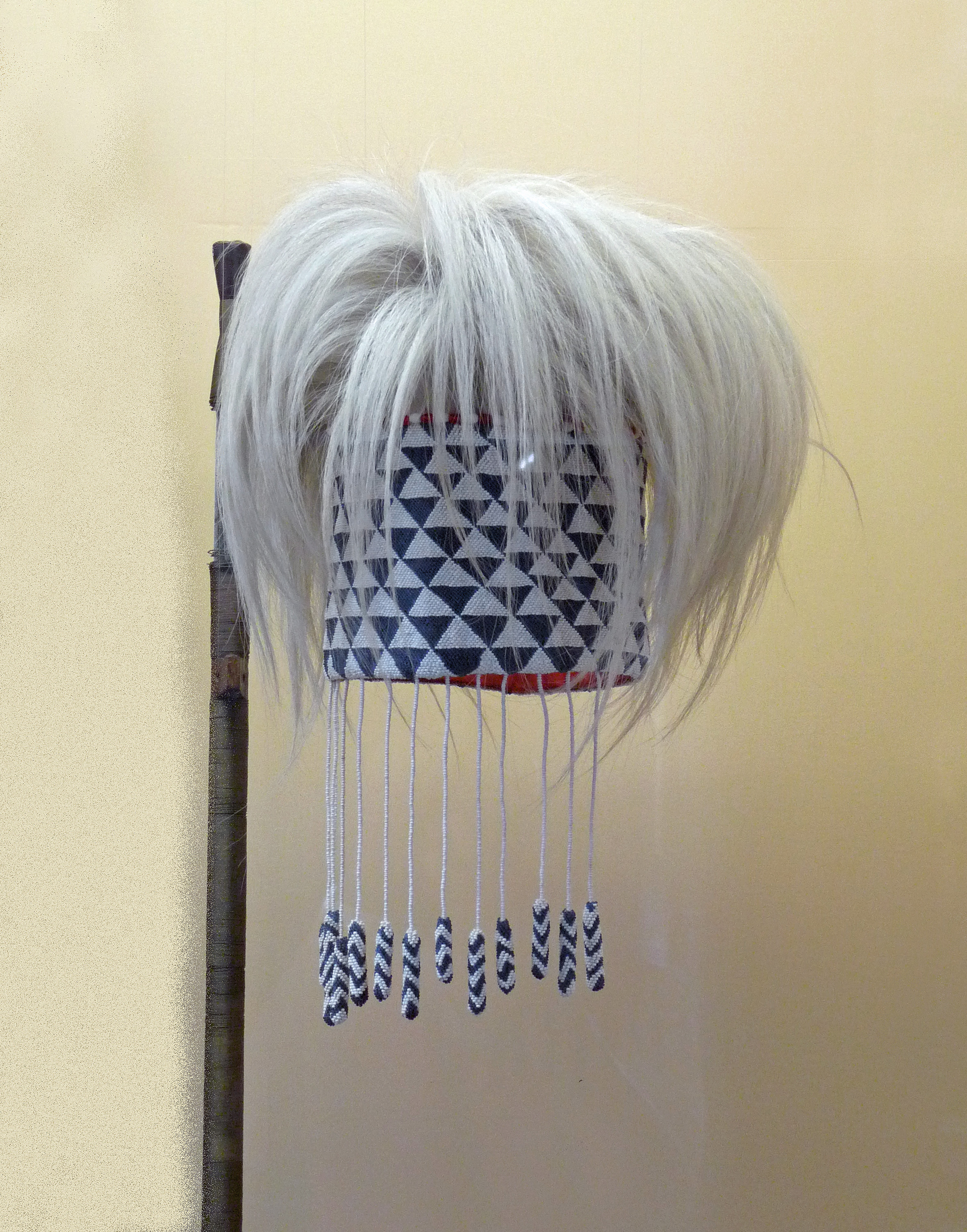
Diadema reial portada per primer cop per Kigeli IV

Rwabugiri va imposar la seva autoritat en 1853-1895.
Al final del govern de Rwabugiri, Ruanda es va dividir en una estructura estandarditzada de províncies, districtes, turons i barris administrats per una jerarquia de caps predominantment tutsi als nivells superiors i amb un major grau de participació mútua d'hutus.
Va defensar les fronteres actuals del regne de Ruanda contra la invasió de regnes veïns, comerciants d'esclaus i europeus. Rwabugiri era un rei guerrer i és considerat com un dels reis més poderosos de Ruanda. Alguns ruandesos el veuen com l'últim veritable rei de Ruanda a causa del tràgic assassinat del seu successor, el seu fill Rutarindwa i el cop d'estat per la seva madrastra Kanjogera que va instal·lar el seu fill Musinga. Al començament del segle xx, Rwanda era un estat unificat amb una estructura militar centralitzada.